# Біллурі Акіма Ібрагім-кизи
Акіма (Окюма) Ібрагім-кизи Біллурі (азерб. Hökümə İbrahim qızı Billuri; 3 березня 1926, Зенджан — 22 листопада 2000, Баку) — азербайджанська поетеса й літературознавець, громадська і політична діячка, активний член національно-визвольного руху в Іранському Азербайджані, член Спілки письменників Азербайджану (з 1958), кандидат філологічних наук (1963), Заслужений діяч мистецтв Азербайджанської РСР (1984), Ветеран Праці (1985).

## Біографія
Акіма Біллурі народилася 3 березня 1926 року в місті Зенджан в Іранському Азербайджані в родині коваля. З 1933 по 1943 роки навчалася в середній школі для дівчаток «Азері» в рідному місті. Після завершення навчання була залишена в школі на посаді педагога.
Інтерес до літератури в Акіми прокинувся ще в дитинстві. Так, ще будучи школяркою, вона почала писати вірші перською мовою, а пізніше і рідною азербайджанською мовою. Друкуватися Біллурі стала в 1944 році. Її перші вірші азербайджанською («Робітник», «Очі мої», «ранок» та ін) і статті вийшли в 1945 році в газетах «Азер» в Зенджане і «Ветен йолунда» (За Батьківщину) в Тебризі, а також у журналі «Азербайджан».
Після того, як до Ірану увійшли радянські війська, Акіма Біллурі почала займатися політичною діяльністю, ставши членом комітету партії області Хамса. Була активною учасницею національно-визвольного руху початку 1940-х років. У 1945—1946 рр. Біллурі обіймала посади заступника голови відділу пропаганди Зенджанського обласного комітету Азербайджанської демократичної партії, заступника голови Зенджанського відділу Товариства культурних зв'язків між СРСР та Іраном, а також директором бібліотеки Будинку культури Зенджана. За «активну участь у революційних подіях в Південному Азербайджані», Біллурі була нагороджена медаллю «21 Азер».
Після падіння Демократичної Республіки Азербайджан у грудні 1946 року, Біллурі була змушена виїхати з Батьківщини і оселитися в Радянському Азербайджані.
В Азербайджанській РСР Акіма Біллурі продовжує свою освіту на філологічному факультеті Азербайджанського державного університету, яку закінчила в 1952 році. У період з 1952 по 1954 роки Біллурі працювала редактором у відділі художньої літератури видавництва «Азернешр» у Баку, а потім (до 1956 року) навчалася в Партійній школі при ЦК КП Азербайджанської РСР, який закінчує з відзнакою. За роки навчання в школі Біллурі два рази обиралася членом ЦК Азербайджанської демократичної партії.
У період з 1956 по 1960 роки Акіма Біллурі працювала головним редактором газети «Азербайджан» — політичного органу Азербайджанської демократичної партії, а з 1960 по 1963 роки навчалася в Академії суспільних наук при ЦК КПРС у Москві, де захистила кандидатську дисертацію за темою «Реалістична демократична література Іранського Азербайджану».
З 1964 року Акіма Біллурі працювала старшим науковим співробітником в Інституті народів Близького і Середнього Сходу Академії наук Азербайджанської РСР. Була нагороджена почесною грамотою Президії Верховної Ради Азербайджану і медалями СРСР.

Могила Акім Біллурі на II Алеї почесного поховання в Баку

Серед виданих збірників її віршів є «Моя мрія» (1949), «Дорогами життя», «На пам'ять про поета» (1957), «Мене чекає чинара», «В роки боротьби» (1954), «Подалі від тебе» (1961) та ін. У Москві та Баку російською мовою були опубліковані її книги «Поезії» (1955), «Весна свободи» (1963), «Присвята» (1970), «Будинок твоєї душі» (1980). Романтична поезія Акім Біллурі присвячена в основному життя Іранського Азербайджану. Крім поетичної діяльності, Біллурі вела дослідження в галузі літературознавства.
Померла Акіма Біллурі 22 листопада 2000 року в місті Баку. Похована на Другій Алеї почесного поховання в Баку.

## Твори

### Збірки віршів
- Вірші, Б., 1955 (у російському перекладі);
- Шаирин јадиҝары, Баки, 1957 (азерб.);
- Розлука, Б., 1959 (у російському перекладі);
- Весна свободи, М., 1963 (у російському перекладі);
- Ше'рләр, Баки, 1966 (азерб.);
- Посвячення. [Предисл. Ч. Гусейнова], М., 1970 (в російському перекладі);
- Неҹә унудум, Баки, 1974 (азерб.).
- Будинок твоєї душі: Сб. віршів / Акіма Біллурі; Пров. [з азерб.] Р. Казакової. — М.: Наука, 1980.
- Ім'я це всюди зі мною: Вірші [про в. І. Леніна] / Окюма Біллурі; Переклад М. Петракова. — Літ. Азербайджан, 1980, № 4.

### Наукові роботи
- Біллурі А. Традиції і новаторство в художній формі сучасної поезії Іранського Азербайджану. — В кн: Іранська філологія. Матеріали IV Всесоюзній міжвузівської наукової конференції з іранської філології, що відбулася в Ташкенті 23-26 вересня 1964 р. Ташкент, 1966, с. 280—293.
- Біллурі А. Про перші кроки у зародженні дитячої літератури та педагогічних поглядах Ираджа Мірзи. — У кн.: П'ята міжвузівська наукова конференція з іранської філології. (Тези доп.) Душанбе, 1966. с. 36-38.
- Біллурі А. І. Розвиток реалістичної демократичної поезії Іранського Азербайджану. Баку, 1972.